# Fanboy și Chum Chum
Fanboy și Chum Chum (în engleză Fanboy & Chum Chum) este un serial (3D CGI) de animație creat de Eric Robles. Premierea serialului, în Statele Unite ale Americii a fost pe data de 12 octombrie 2009 și s-a încheiat pe 12 iulie 2014, fiind difuzat pe canalul Nickelodeon.

## Legături externe
- Fanboy și Chum Chum la Internet Movie Database